# Unión Romaní Internacional
La Unión Romaní Internacional (en romaní Romano Internacionalno Jekhetanipe) es una organización que trabaja en favor de los derechos de las personas gitanas. Tiene su sede en Viena y oficinas en Skopje y Washington, D.C.
La Unión Romaní Internacional se estableció en el segundo Congreso Mundial Romaní en 1978. Entre sus presidentes han estado Stanislav Stankiewicz, Emil Ščuka o Rajko Đurić. El presidente actual es Zoran Dimov, elegido en 2016.
Desde 2018 la Unión Romaní Internacional tiene un estatus consultivo en las Naciones Unidas.